# Virtuální karta
Virtuální karta, digitální karta nebo cloudová karta je online digitální virtuální reprezentace jakékoli plastové karty nebo obecná metoda identifikace v IdM (při správě identit). Digitální karta na rozdíl od plastové karty nevyžaduje žádnou fyzickou reprezentaci, protože je plně virtuální a hostovaná online. Digitální karta může napodobit (simulovat) jakýkoli druh plastové karty, 
ale většinou se používá s kreditní kartou, věrnostní kartou, kartou zdravotního pojištění, řidičským průkazem, číslem sociálního pojištění atd. 
Digitalizace platební karty do mobilu, například s využitím aplikace digitální peněženky Apple Pay nebo Google Pay, se také označuje jako virtualizace nebo tokenizace karty. Virtuální karta je vhodná pro nahrání do mobilu, bezhotovostní online platby a také snižuje riziko ztráty.

## Historie
Virtuální karta může mít i svůj vlastní výpis, lze na ní posílat peníze nebo z ní platit. V roce 2001 byly v Americe spuštěny projekty Verified by VISA a MasterCard SecureCode. Bezpečnost spočívala v okně, které naběhlo ve chvíli, kdy klient při platbě zadal číslo své platební karty. Tato obrazovka byla zprostředkovaná bankou, tedy bezpečná. Komunikace o transakci probíhala úplně mimo obchodníka, ten pouze obdržel informaci zda platba proběhla nebo ne. Klient na stránkách zadával osobní tajné heslo, o které si mohl zažádat přímo s kartou nebo si ho zpětně registroval v internetovém bankovnictví.
V roce 2011 společnost Google vydala svou vlastní verzi v cloudu hostované peněženky Google, která může nést digitální karty – karty, které lze vytvořit online, aniž byste předtím museli mít plastovou kartu.

## Specifika virtuální karty
Digitální karty jsou obvykle uloženy v chytrém telefonu nebo chytrých hodinkách. Je tedy možno přenášet přes internet a zobrazovat informační údaje od vydavatele karty, jako jsou slevy, aktualizace novinek, umístění prodejen, kupony atd.
Identifikace pomocí digitální karty se obvykle provádí
- zobrazením QR kódu na smartphonu zákazníka identifikujícímu hostiteli (pokladní a pod.). Jedinečný QR kód zajišťuje soukromí každého zákazníka.
- připojením pomocí protokolu NFC, umístěním smartphonu do blízkosti čtečky NFC pomocí metody emulace hostitelské karty.